# Mont Karatchoun
Le mont Karatchoun est un point haut de l'Est de l'Ukraine qui domine la ville de Sloviansk.
Il est le siège du relais de télévision local haut de deux cent vingt-deux mètres et construit en 1976 ; il a été le cadre de combats lors du siège de Sloviansk en 2014.

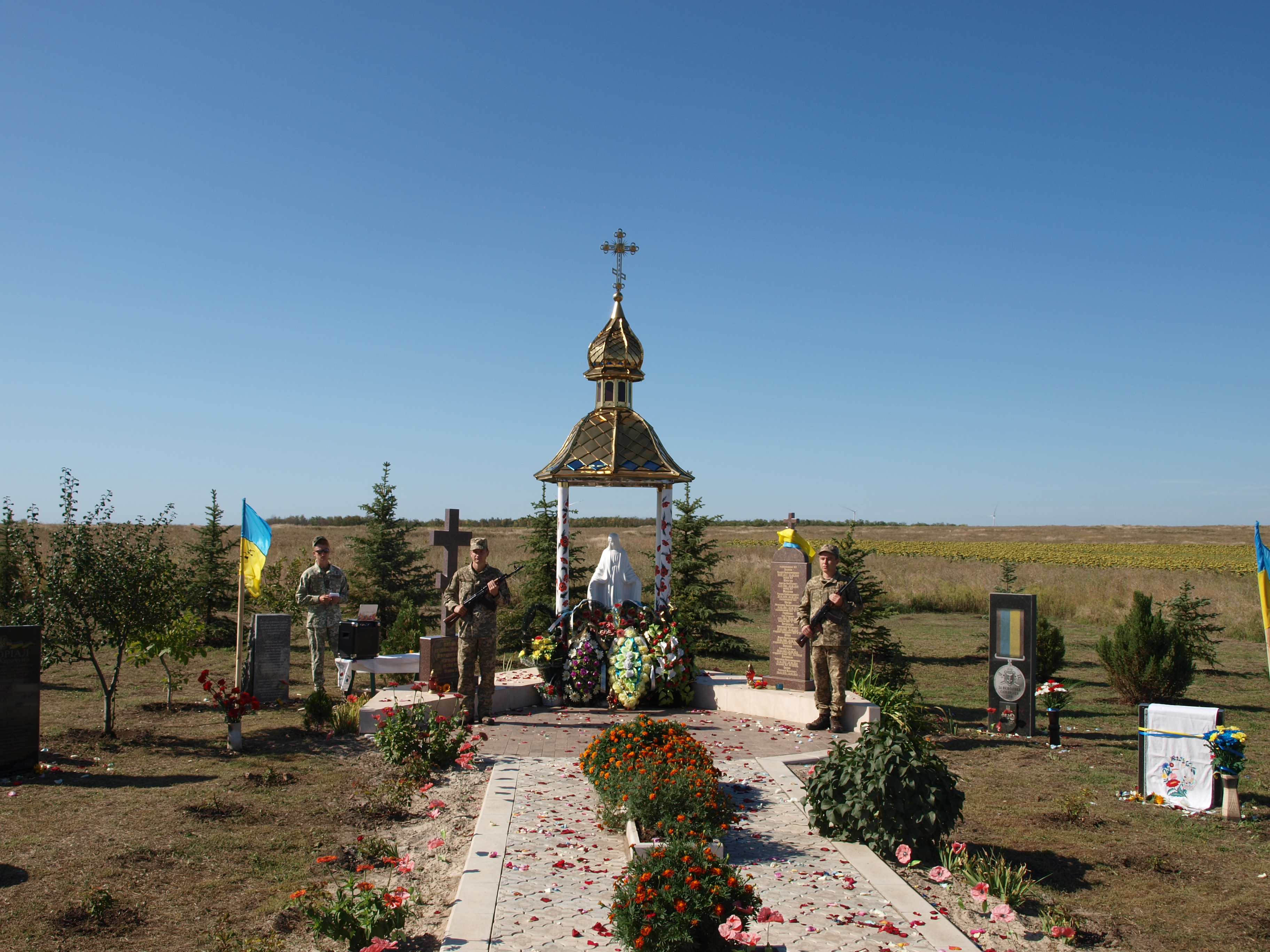
Mémorial aux combats de 2014.
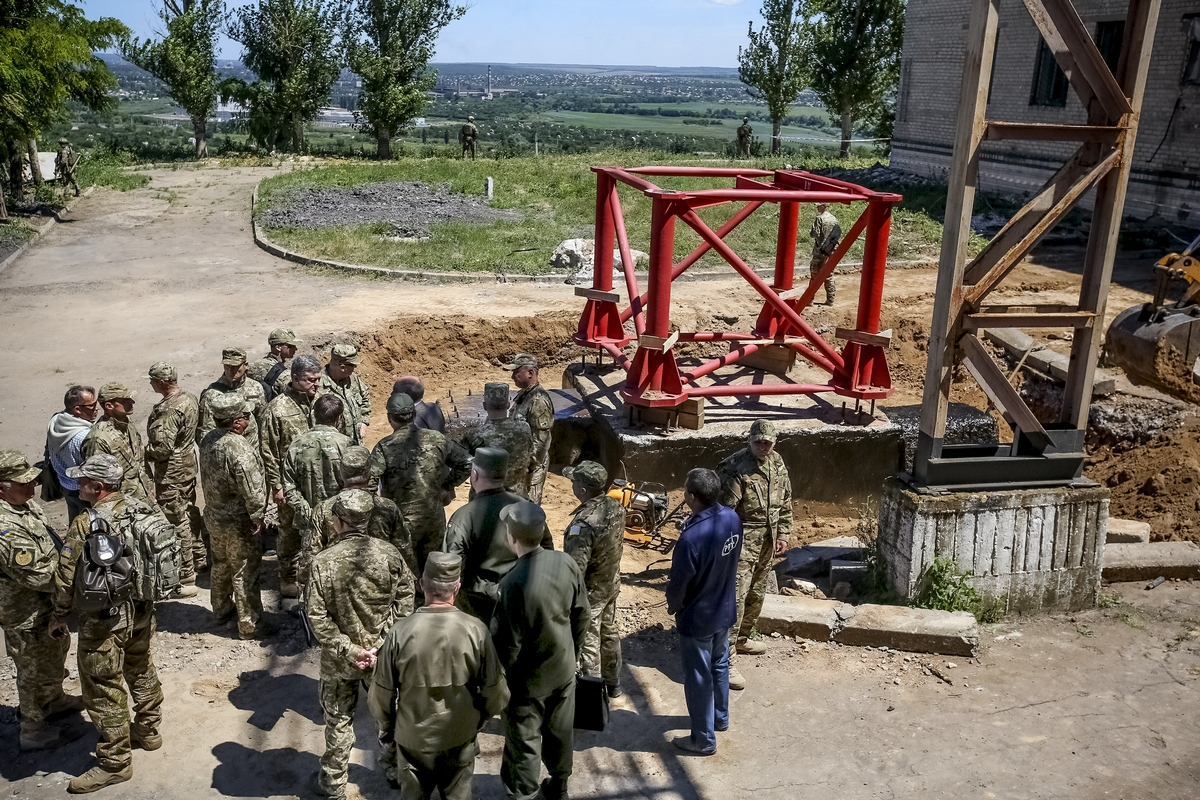
Visite de Petro Porochenko en 2016.